# Valentin Oman
Valentin Oman, avstrijski slikar slovenskega rodu, * 14. december 1935, Šteben pri Beljaku.

## Življenjepis
Slikarstvo je študiral na Akademiji za uporabno umetnost na Dunaju, kjer je leta 1962 diplomiral pri profesorici Hildi Schmidt-Jesser. Leta 1963 je končal še grafično specialko pri profesorju Riku Debenjaku na ljubljanski Akademiji za likovno umetnost. Živi in dela na Dunaju in v Bekštanju/Finkenstein na avstrijskem Koroškem.
Leta 2015 je bil izvoljen za dopisnega člana SAZU v razredu za umetnosti.

## Nagrade
- 1969 - velika nagrada na piranskem mednarodnem slikarskem ex-temporu
- 1981 - nagrada Prešernovega sklada
- 1991 - Tischlerjeva nagrada
- 1995 - častni doktorat Univerze v Celovcu
- 1997 - Jakopičeva nagrada
- 2005 - Zlati red za zasluge Republike Slovenije za življenjsko delo na področju likovne umetnosti
- 2005 - avstrijski častni križ za znanost in umetnost 1. reda
- 2015 - dopisni član SAZU v Ljubljani